# Манчини, Паскуале Станислао
Паскуале Станислао Манчини (итал. Pasquale Stanislao Mancini; 17 марта 1817, Кастель-Барония — 26 декабря 1888, Рим) — итальянский юрист, публицист и государственный деятель.

## Биография
Манчини изучал право в Неаполе, много писал для местных газет и журналов и приобрёл значительную известность и влияние. В 1848 году он помог убедить неаполитанского короля Фердинанда II включиться в войну с Австрией. Был членом парламента, дважды отказывался от министерского портфеля, а после прихода к власти реакционеров стал защищать политических заключённых-либералов. За эту свою деятельность Манчини сам оказался под угрозой ареста и вынужден был уехать в Турин, где он получил должность профессора местном университете и стал наставником сардинского принца Умберто.
В 1860 году Манчини был избран в парламент Сардинского королевства, благодаря своему ораторскому таланту играл в нём важную роль. Он готовил правовую основу объединения Италии, был противником возможного союза между Сардинским и Неаполитанским королевствами. В 1862 году Манчини стал министром народного просвещения в кабинете Ратацци, активно содействовал отмене в Италии смертной казни. С 1876 по 1878 годы занимал в кабинете Депретиса пост министра юстиции. Благодаря его либеральной политике в Италии была расширена свобода прессы, отменена церковная десятина и тюремное заключение за долги.
Манчини был одним из основных учредителей Института международного права, основанного в 1873 году. Он был председателем первой сессии вновь созданного института, состоявшейся в Женеве, и был избран его первым Президентом.
В 1878 году Манчини вернулся к частной практике, занимался аннулированием брака Гарибальди. После отставки правительства Кайроли в 1881 году Манчини занял пост министра иностранных дел в кабинете Депретиса. В июле 1882 году Манчини вместе с королём Умберто I в Вене заключил с Австрией и Германией Тройственный союз, также он играл важную роль в африканской политике Италии.
С 1884 года под редакцией Манчини начала выходить Итальянская юридическая энциклопедия (итал. Enciclopedia Giuridica Italiana).

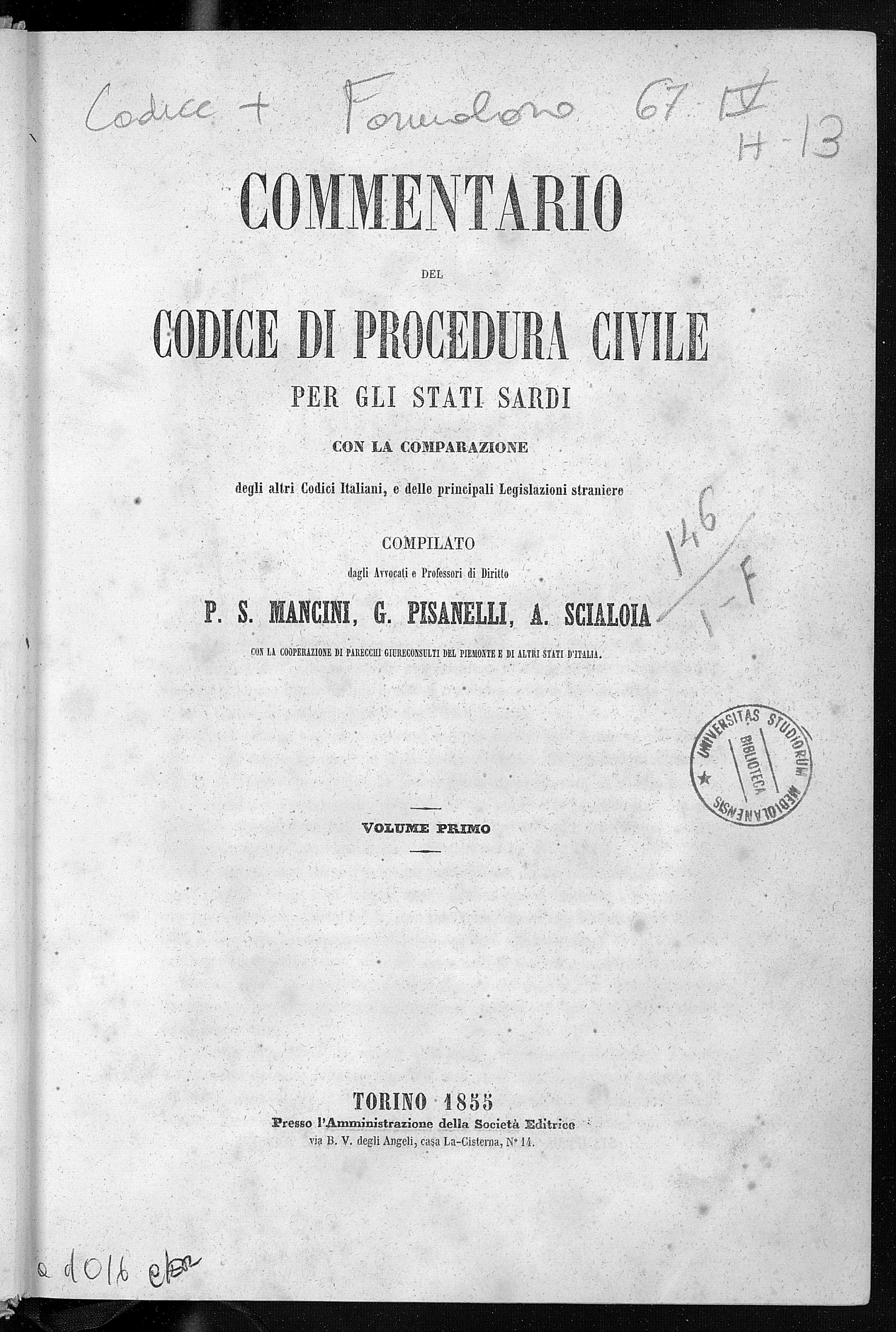
Commentario del Codice di procedura civile per gli Stati sardi, 1855